# アリスのような町
アリスのような町（ありすのようなまち、A Town Like Alice）は、オーストラリアの作家ネヴィル・シュートの1950年の長編小説。1956年にイギリスで映画化された。
第二次世界大戦中のマレー占領時の民間人捕虜への過酷な行進を描いており、シュートも映画もこれをスマトラ島での史実に基づくとしているが、ネヴィル・シュート財団によると彼に捕虜体験を話したシュートの女友達が徒歩で捕虜を輸送したと勘違いしていただけで、スマトラ島でこのような史実はなかった。ただし、主人公のハーマンが磔刑にされる部分は史実であり、リンガー・エドワーズという実在の人物をモデルにしている。シュートの一番の成功作品だが、日本では自費出版のもののみ流通している状況である

## あらすじ
英国人女性ジーン・パジェット。彼女は第二次世界大戦中、英領マレーで日本軍の捕虜となる。女・子供は徒歩でマレー中を歩かせられ、弱って次々に命を落とす。それでも、理不尽な行進は続いた。ただ一人、日本軍軍曹だけが彼らに同情を寄せるが、彼も死んでしまい、ジーンが親しくなったオーストラリア人の青年ジョー・ハーマンは、オーストラリア中部にアリス・スプリングスティーンという町がある、いずれ彼女を案内したいと言っていたが、鶏を盗んだ罪で菅谷大尉にはりつけにされて処刑される。
戦後、ジーンは、ジョー・ハーマンが、大尉に救い出されて入院させられ。生きていることを知り、オーストラリアへ向かい。再会する。

## 日本語訳
- ネヴィル・シュート『アリスのような町』小積光男 訳. 日本図書刊行会: 近代文芸社 (発売), 2000.3

## 映画
1956年にイギリスで映画化され、日本では『マレー死の行進 アリスのような町』の邦題で同年に公開された。第二次世界大戦中のマレー占領時の民間人捕虜への虐待を描いたため、日本政府の抗議によりカンヌ国際映画祭への出品が中止された。

### スタッフ
- 監督 - ジャック・リー
- 脚本 - W・P・リップスコーム

### キャスト
- ジーン・パジェット - ヴァージニア・マッケンナ
- ジョー・ハーマン - ピーター・フィンチ
- 軍曹 - タカギ

### DVD
- 『マレー死の行進 アリスのような町』 EMD-10035 キープ株式会社 ASIN: B008VN7P6A